# Oberpostdirektion Aachen
Die Oberpostdirektion Aachen (OPD) war eine Mittelbehörde der Postverwaltung und wurde am 1. Januar 1850 in Aachen eingerichtet und am 2. März 1943 in dieser Form aufgehoben. Das zu diesem Zweck von 1889 bis 1893 erbaute neue Verwaltungsgebäude der OPD am Kapuzinergraben wurde nach den schweren Zerstörungen während des Zweiten Weltkrieges grundlegend restauriert und einer Mischnutzung von Geschäften, Restaurants, Praxen und Bürogemeinschaften zugeführt. Ende des 20. Jahrhunderts wurde der Gebäudekomplex unter Denkmalschutz gestellt und erhielt nach einer erneuten grundlegenden Modernisierung Anfang des 21. Jahrhunderts die Bezeichnung „Kapuziner Karree“ nach dem ehemaligen dort bis 1802 existierenden Kapuzinerkloster Aachen.

## Geschichte
Bis Mitte des 19. Jahrhunderts war das Postwesen in Preußen durch das General-Postamt in Berlin zentralisiert. Anlässlich einer Postreform wurden am 1. Januar 1850 insgesamt 26 neue Oberpostdirektionen eingerichtet, darunter die Oberpostdirektion Aachen, denen die jeweiligen Bezirkspostämter unterstellt wurden. Die neue OPD Aachen wurde im Haus Augustastraße 21 untergebracht und war unter anderem auch für das „Postspeditionsamt XIII“ zuständig, das damals sowohl den Bahnpostbetrieb und als auch den Personentransport verwaltete. Letzteres wurde nach dem Ausbau des Schienennetzes und dem Bau neuer Bahnhöfe in den 1860er Jahren zu einem der zahlreichen Eisenbahnpostämter umfunktioniert.
Anlässlich der Bismarckschen Reichsverfassung wurde am 31. Dezember 1870 die OPD Aachen aufgehoben und als „Post- und Telegraphen-Direktion“ zunächst der Oberpostdirektion Köln unterstellt, jedoch im Rahmen der Neuorganisation der Behördenstruktur bereits am 1. Januar 1876 wieder als Oberpostdirektion aufgewertet. Aufgrund des gestiegenen Arbeits- und Personalaufkommens erwies sich die Hauptstelle in der Auguststraße als zu klein und mittels Beschluss der Reichspostzentrale in Berlin wurde ein repräsentativer Neubau geplant. Um den Neubau zu verwirklichen, wurde am Kapuzinergraben für rund 1 Million Reichsmark ein Grundstück von der Familie Bischoff erworben, die dort zuvor die Tuchfabrik „Johann Arnold Bischoff & Söhne“ betrieben hatte. Zum Bauvorhaben gehörten ferner nach hinten hinaus seitliche Bürotrakte, die gemeinsam einen großen Innenhof markierten und von denen der linke zum Theaterplatz gelegene Trakt das Aachener Telegraphenamt beherbergte. Im Jahr 1893 wurde der Gebäudekomplex fertiggestellt und von der OPD Aachen bezogen. In der Zeit des Nationalsozialismus folgte am 1. April 1934 die Umbenennung der OPD Aachen in Reichspostdirektion und am 2. März 1943 kam es zur Aufhebung und erneuten Übernahme durch die Reichspostdirektion Köln.
Nach schweren Kriegsschäden wurde das Hauptgebäude mit einigen Veränderungen wieder aufgebaut und für eine Mischnutzung hergerichtet, darunter eine Nutzung als Aachener Hauptpost. Der westliche Büroflügel blieb weitestgehend erhalten, wogegen die östlich gelegenen Räume des Telegraphenamtes nur noch abschnittsweise vorhanden waren und in die Neubaumaßnahmen integriert wurden. In den 2000er Jahren fand eine erneute Modernisierung, Sanierung und Erweiterung der Bestandsbauten auf dem gesamten Areal statt, das anschließend als „Kapuziner Karree“ mit seinen unterschiedlichen Lokalitäten und Geschäften seit den Umbauten ein beliebter Treffpunkt für Personen jeden Alters geworden ist.

## Baucharakteristik

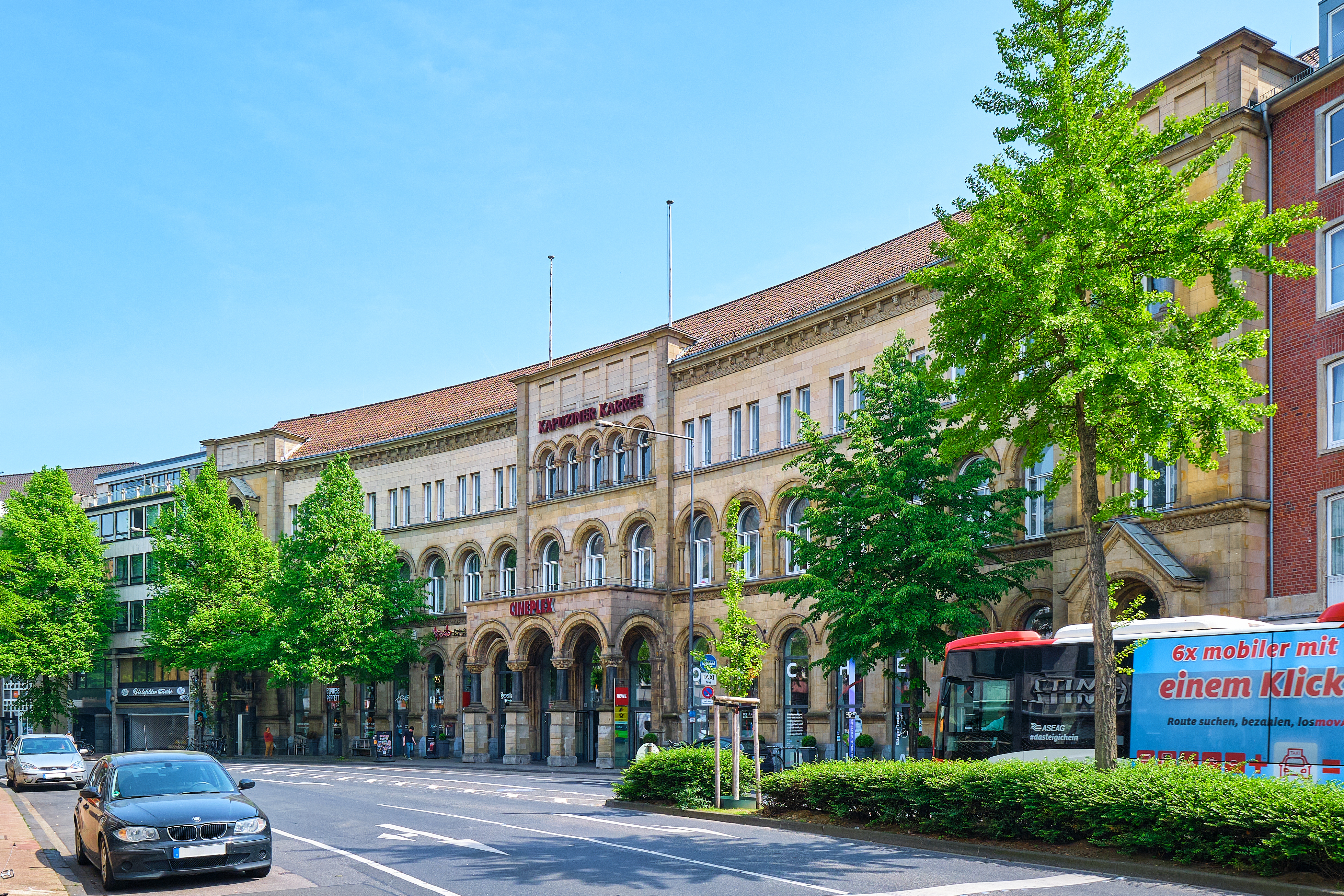
Kapuziner Karree, 2024

Der Gebäudekomplex der neuen Oberpostdirektion Aachen wurde in der Bauabteilung der Reichspost ab 1887 von August Kind in Berlin geplant. Ihm zur Seite stand Karl Doflein, für den Entwurf zuständig bis 1888, der dann die Reichspost verließ. Carl Hindorf von der OPD Köln war für die Ausführung und Bauleitung zuständig sowie von Aachener Seite der Architekt Arnold Königs, der im Besonderen die Werksteinfassaden und Gewölbekonstruktionen entworfen hatte. Die geplanten Gesamtbaukosten betrugen 895.000 Mark.
Der dreigeschossige und 19-achsige vierflügelige Hauptbau mit einem großen Innenhof wurde im neoromanischen Stil mit Werksteinfassaden ausgeführt und straßenseitig mit einer leicht konkaven Form versehen. Die Außenecken der Frontseite sind durch einachsige Seitenrisalite hervorgehoben, die einst in einen quadratischen zweigeschossigen Turmaufbau mit Spitzdach übergingen, das an seinen vier Ecken mit kleinen Spitztürmchen verziert und straßenseitig mit einer Uhr versehen war. An den westlichen Turm war zudem ein kleinerer halbrunder Treppenturm angebaut, der bis zur Brüstung des Hauptturmes reichte.
Der Eingangsbereich zum Gebäudekomplex wurde durch einen dreiachsigen Mittelrisalit betont, der auf Höhe des Daches in einem wuchtigen Dreiecksgiebel mit aufgetragenem Postwappen im Giebelfeld mündete und mit einer lebensgroßen Engelsfigur auf der Spitze versehen war. Der Eingang selbst ist als kleiner vorgesetzter Portikus mit drei hohen rundbogigen Arkadeneingängen gestaltet, deren Bögen in kurze Rundsäulen übergehen, die auf hohen gestuften quadratischen Sockeln ruhen. Im ersten Obergeschoss sind drei Rundbogenfenster und im zweiten fünf kleinere Rundbogenfenster eingebaut. An den seitlichen Pilastern des Mittelrisalits waren auf Höhe des ersten Obergeschosses jeweils eine Figur auf einem Sockel und unter einem kleinen Baldachin angebracht.
In den Seitenrisaliten ist der Eingangsbereich im Erdgeschoss mit einer kleinen doppelflügeligen gläsernen Rechtecktür versehen, über der ein größeres Rosettenfenster sitzt. Betont wird dieser Abschnitt mit einem vorspringenden Dreiecksgiebel, der seitlich in Rundsäulen mit kleinen quadratischen Sockeln übergeht. Dagegen ist im ersten Obergeschoss ein einfaches Rundbogenfenster eingelassen, wobei sich aber im zweiten Obergeschoss der Dreiecksgiebel wiederholt, der über Rundsäulen mit einem kleinen Erker verbunden ist.
Die Fassadenabschnitte zwischen den Seiten- und dem Mittelrisaliten sind symmetrisch gestaltet, wobei im Erdgeschoss je Achse hohe und im ersten Obergeschoss niedrigere Rundbogenfenster sowie im zweiten Obergeschoss kleinere rechteckige Zwillingsfenster eingebaut sind. Das Hauptgebäude ist mit einem Satteldach abgedeckt, in dem in früheren Jahren je Flügelseite drei Gaubenfenster mit kleinen Spitzdächern eingebaut waren.
Bei der ersten großen Restaurierung nach dem Zweiten Weltkrieg musste vor allem das zweite Obergeschoss erneuert werden. Ferner wurden die seitlichen Turmaufbauten ebenso wie der Giebelaufbau im Mittelrisalit und die Dachgauben nicht mehr erneuert, sondern begradigt und die verschiedenen Figurenelemente nicht mehr angebracht. Im Rahmen der zweiten Sanierung ab dem Jahr 2000 wurde der Innenhof mit einem leichten Stahltragwerk und einer Kunststoff-Membran-Ausfachung überdacht und damit zu einem Lichthof umgestaltet, der die innen liegenden historischen Fassaden des Gebäudekarrees vor Witterungseinflüssen schützen soll. Damit entstand zudem ein wichtiger großer und wetterfester Kommunikationsraum mit Platz für Restaurantbetrieb, Veranstaltungen und Vorträge. Neben den Bestandsbauten wurde im Anschluss an den Hinterhof des alten Postgebäudes ein neues Gebäude erbaut, in das ein Cineplex-Kino mit 2500 Sitzplätzen einzog. Dadurch entwickelte sich auch dieser ehemalige Hinterhof des Postgebäudes zu einem neuen öffentlichen Aufenthaltsplatz, der die offizielle Straßenbezeichnung „Alter Posthof“ erhielt.

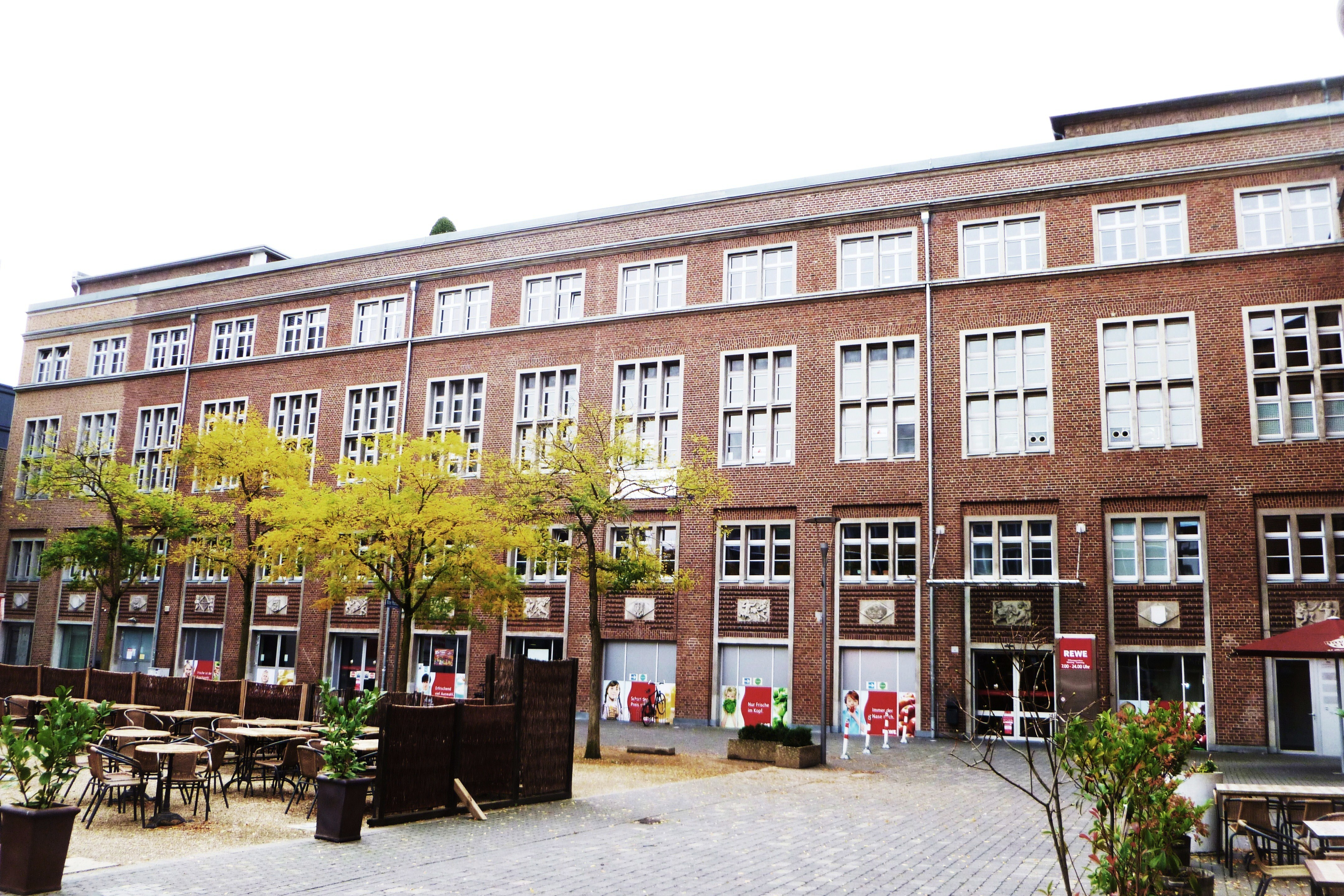
Westflügel
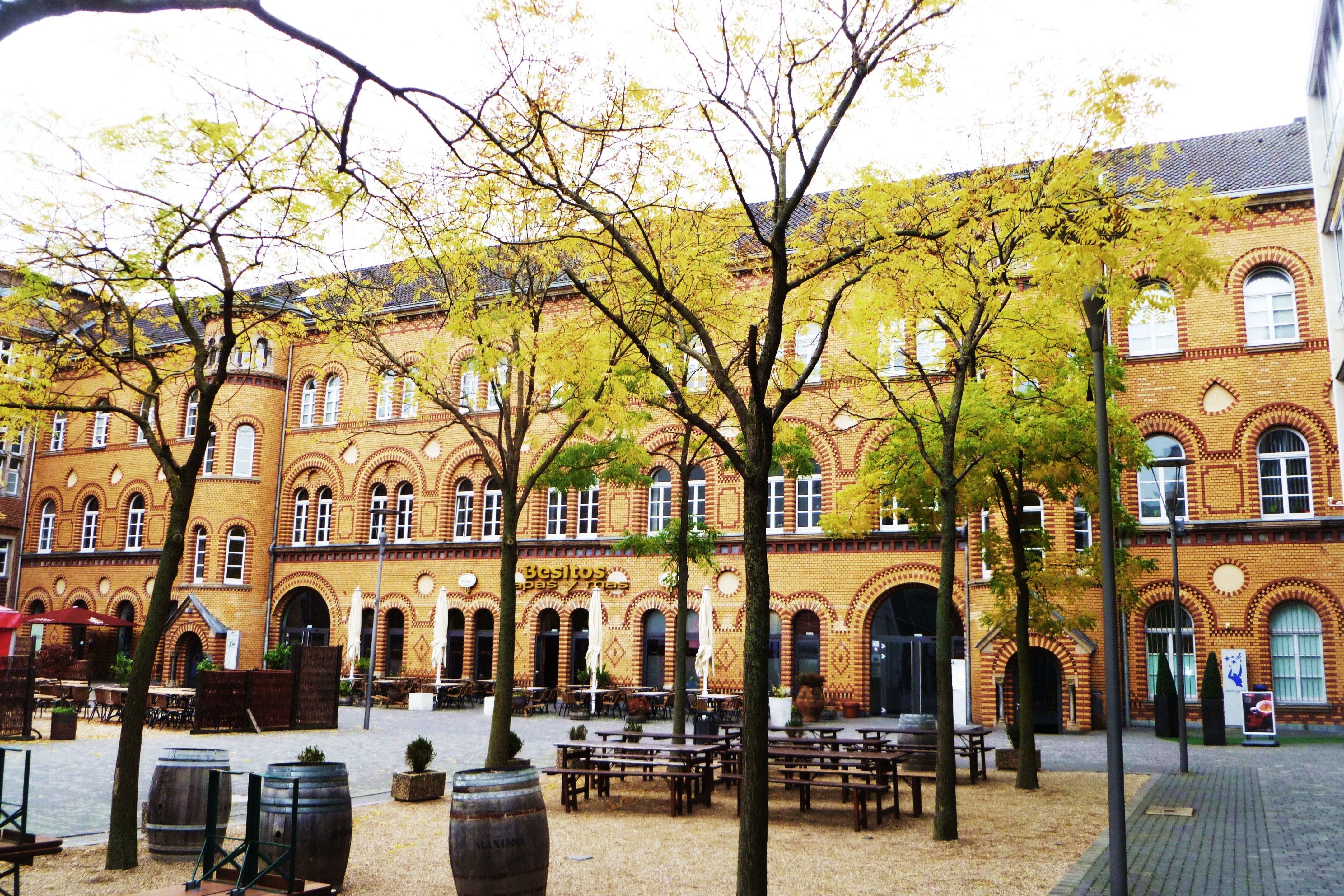
Rückseitige Ansicht
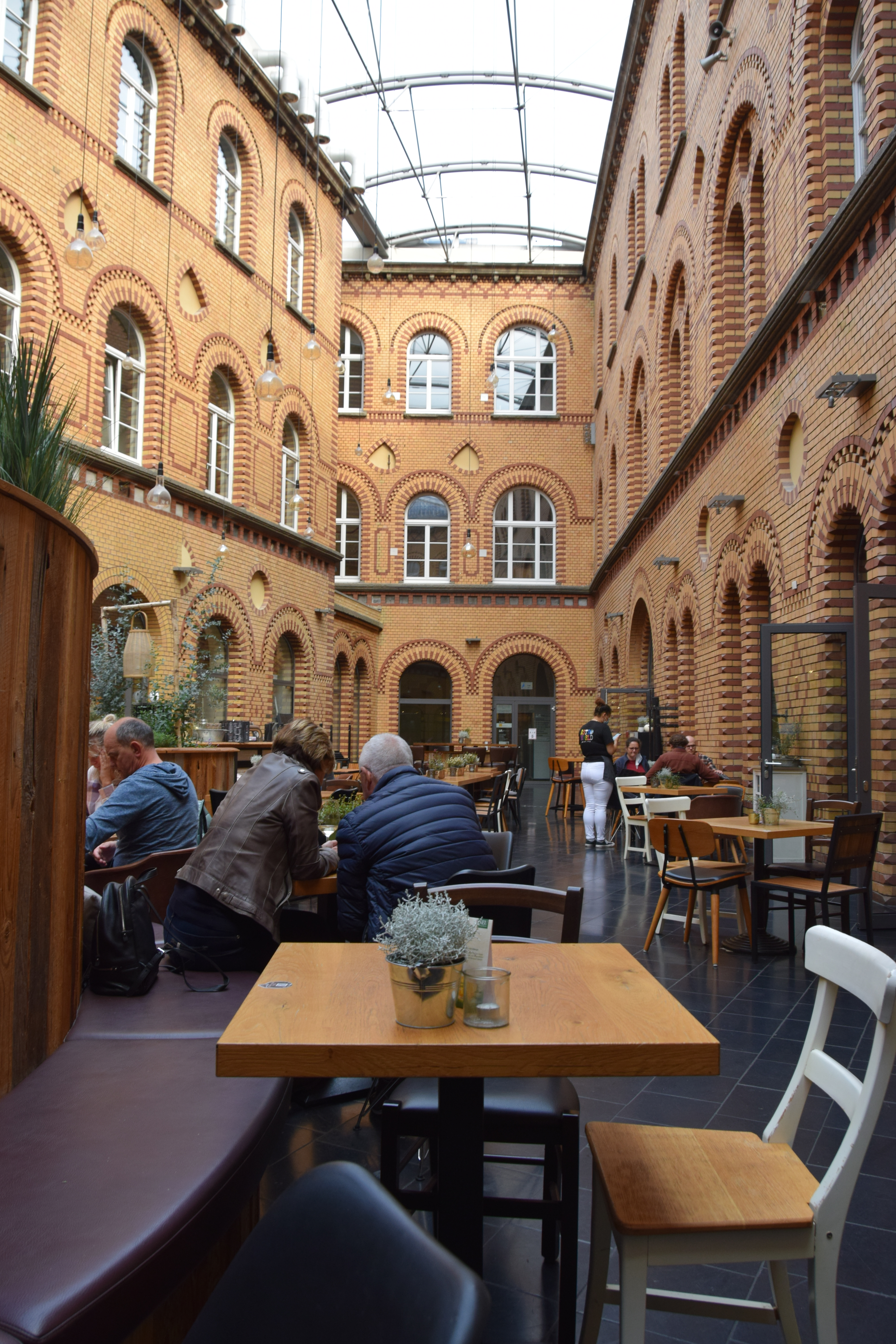
Lichthof im Kapuziner Karree
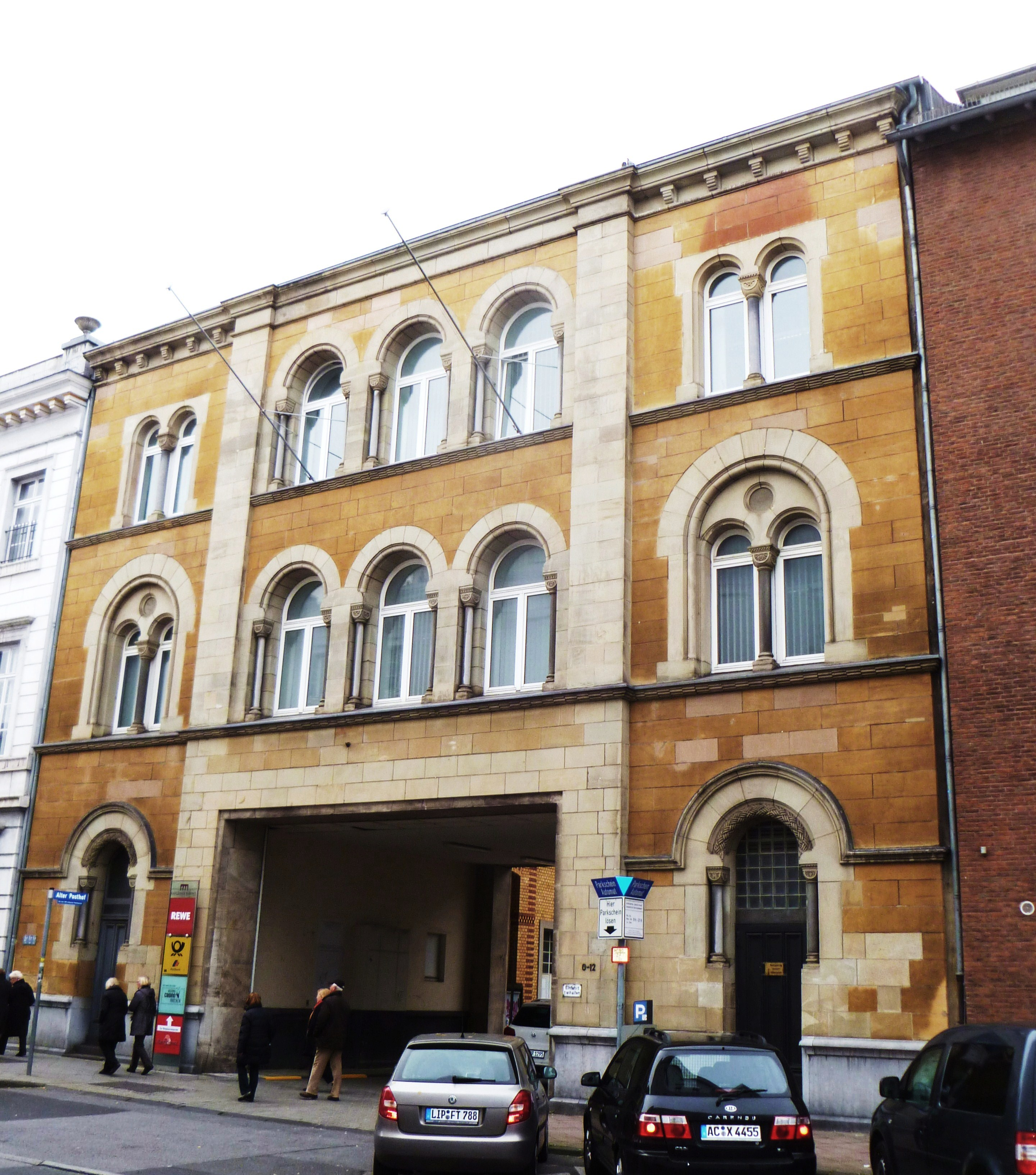
Restbestand des ehem. Telegraphenamtes